# Pancréas annulaire
 Mise en garde médicale
Le pancréas annulaire est une variante anatomique rare du pancréas dans laquelle la partie descendante du duodénum (D2) est entourée de parenchyme pancréatique. 
Du fait de son caractère fréquemment asymptomatique, il est difficile d'estimer sa fréquence. On estime que le pancréas annulaire est présent chez 1 individu sur 12 000 à 15 000.
Le pancréas annulaire est une cause rare de pancréatite aiguë.